# تست برچسبی
تست برچسبی یا تست وصله‌ای یا پَچ‌تست (به انگلیسی: Patch Test) یک روش تشخیصی پزشکی است که برای تعیین مواد عامل التهاب آلرژیک پوست بیمار، انجام می‌شود. تست برچسبی همچنین به شناسایی موادی که ممکن است باعث ایجاد واکنش آلرژیک تأخیری در بیمار شوند کمک می‌کند و ممکن است آلرژن‌هایی را که با آزمایش خون یا تست حساسیت پوستی شناسایی نشده‌اند، شناسایی کند. در این تست، برای ایجاد یک واکنش آلرژیک موضعی در ناحیهٔ کوچکی از پشت بیمار، مواد شیمیایی رقیق‌شده‌ای چسبانده می‌شود.
مواد شیمیایی موجود در کیت‌های تست برچسبی، شامل حدود ۸۵ تا ۹۰ درصد از عوامل ایجاد اگزمای آلرژیک تماسی هستند و شامل مواد شیمیایی موجود در فلزات (به‌عنوان مثال، نیکل)، لاستیک، چرم، فرمالدهید، لانولین، ترکیبات معطر، لوازم آرایشی، رنگ مو، داروها، اقلام دارویی، غذا، نوشیدنی، مواد نگهدارنده و سایر افزودنی‌های غذایی هستند. به‌طور کلی، ۲ تا ۴ روز طول می‌کشد تا پاسخ در تست برچسبی ایجاد شود. تست برچسبی، فقط القای درماتیت تماسی در یک ناحیهٔ کوچک از پوست است.

## روند انجام تست
مدت‌زمان مراجعهٔ اولیه و چسباندن وصله‌ها، حدود نیم ساعت طول می‌کشد، اما بسیاری از اوقات، زمان کلی پروسه، طولانی‌تر است زیرا پزشک یا کارشناس مربوطه، تاریخچهٔ گسترده‌ای از بیمار می‌گیرد. مقادیر بسیار کمی از ۲۵ تا ۱۵۰ ماده (آلرژن)، در محفظه‌های پلاستیکی مربعی یا آلومینیومی گِرد به قسمت بالایی پشت بیمار، متصل می‌شود. این محفظه‌ها با نوار چسب مخصوص ضدحساسیت در جای خود، چسبانده می‌شوند. در نوبت دوم، معمولاً ۴۸ ساعت بعد، وصله‌ها برداشته می‌شوند. گاهی نیز در این مرحله، وصله‌های اضافی چسبانده می‌شوند. پشت بیمار، با یک ماژیک سیاه و سفید غیرقابل حذف یا نشانگر مناسب دیگری برای شناسایی محل‌ها و نقاط آزمایش، مشخص شده و مشاهدهٔ اولیه انجام می‌شود. این علائم باید در نوبت سوم، معمولاً ۲۴ تا ۴۸ ساعت بعد (۷۲ تا ۹۶ ساعت پس از آغاز تست) قابل مشاهده باشند. در برخی موارد، خواندن تست، ممکن است نیاز به ۷ روز داشته باشد، به‌ویژه اگر یک سری فلز خاص، مورد آزمایش باشند.
متخصص پوست یا متخصص آلرژی در نوبت‌های دوم و سوم (معمولاً ۴۸ و ۷۲ یا ۹۶ ساعت) فرم مربوط به تست را تکمیل می‌کند. نتیجهٔ بررسی، معمولاً به‌شکل زیر، ثبت می‌شود:

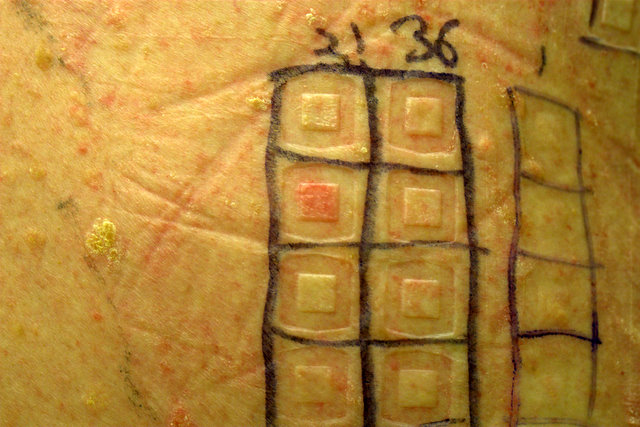
مثبت ضعیف

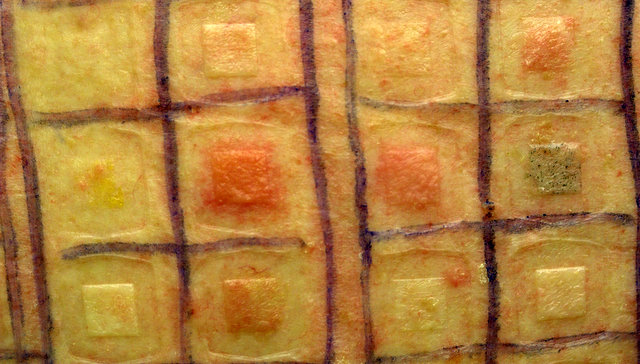
مثبت قوی

## مواد حساسیت‌زای رایج
برخی از آلرژن‌های عمدتاً مهم عبارت‌اند از:
نیکل(II) سولفات (۱۹٫۰٪)، عصارهٔ گیاه Myroxylon pereirae (۱۱٫۹٪)، ترکیب معطر نوع ۱ (۱۱٫۵٪)، کواترنیوم-۱۵ (۱۰٫۳٪)، نئومایسین (۱۰٫۰٪)، باسیتراسین. (۹٫۲٪)، فرمالدئید (۹٫۰٪)، کبالت کلرید (۸٫۴٪)، متیل دیبرومگلوتارونیتریل / فنوکسی اتانول (۵٫۸٪)، پارا-فنیلین دی‌آمین (۵٫۰٪)، پتاسیم دی‌کرومات (۴٫۸٪)، مخلوط کربا (۳٫۹٪)، تیورام (۳٫۹٪)، دی‌آزولیدینیل اوره (۳٫۷٪)، و ۲-برومو-۲-نیتروپروپان-۱٬۳-دیول (۳٫۴٪).
شایع‌ترین آلرژن ثبت‌شده در بسیاری از مطالعات تحقیقاتی در سراسر جهان، نیکل است. آلرژی به نیکل در زنان جوان شایع‌تر است و به‌ویژه با سوراخ کردن گوش یا ترکیبات حاوی نیکل موجود در ساعت، کمربند، زیپ یا جواهرات، همراه است.

## آلرژی غذایی
متخصصین پوست ممکن است بیمار مشکوک به آلرژی غذایی را برای تست برچسبی، ارجاع دهند. غذاهایی که با آزمایش خون یا آزمایش حساسیت پوستی شناسایی می‌شوند، ممکن است با غذاهایی که با تست برچسبی شناسایی شده‌اند همپوشانی داشته یا نداشته باشند.